# Perdamaian (Pintu Rime Gayo)
Perdamaian is een bestuurslaag in het regentschap Bener Meriah van de provincie Atjeh, Indonesië. Perdamaian telt 588 inwoners (volkstelling 2010).